# 三聚磷酸钠
三聚磷酸钠，化学式Na5P3O10。

## 性质
三聚磷酸钠是一种白色粉末，易溶于水，水溶液呈碱性，1％水溶液pH为9.7。有两种晶形，α型（高温型）和β型（低温型），两者化学性质相同，均可得到相同的水溶液和结晶水合物，不过热稳定性、溶解度、溶解时水合热量以及吸湿性均不同。它在水中会逐渐水解为正磷酸盐。有良好的配位能力，可与钙、镁、铁等金属离子络合。也是一种非有機表面活性剂。

## 制备
磷酸用纯碱中和至一定磷酸氢二钠与磷酸二氢钠（2:1）的比例，该混合液进行干燥(，得到正磷酸盐干料)，再在350～450 °C下进行聚合生成三聚磷酸钠，再经冷却、粉碎，制得三聚磷酸钠成品。
{\displaystyle {\rm {\ 4Na_{2}HPO_{4}+2NaH_{2}PO_{4}\rightarrow 2Na_{5}P_{3}O_{10}+4H_{2}O}}}

## 用途
三聚磷酸钠用作合成洗涤剂中的添加剂，肥皂增效剂、pH调节剂，软水剂，染色助剂，制革预鞣剂，分散剂和食品工业中的品质改良剂、软化剂和增稠剂等。

## 对人体健康的影响
聚磷酸可以被水解成更简单的磷酸，磷是身體所必需的元素，适量的磷酸对人体是有益的。比如，ATP，一种三磷酸化合物，对于生命是必不可少的。另外，聚磷酸的毒性比较低。聚磷酸盐的阳离子具有微弱的碱性，因此对皮肤和粘膜具有一定的刺激性。